# Distrito de Singhbhum oriental
Singhbhum oriental o Purbi Singhbhum (en hindi; पूर्वी सिंहभूम , en inglés; East Singhbhum) es un distrito de la India en el estado de Jharkhand. Código ISO: IN.JK.ES.
Comprende una superficie de 3 533 km².
El centro administrativo es la ciudad de Jamshedpur.

## Demografía
Según censo 2011 contaba con una población total de 2 291 032 habitantes, de los cuales 1 115 336 eran mujeres y 1 175 696 varones.